# Brume
Brume (Ceiling Zero) è un film del 1936 diretto da Howard Hawks, tratto da un dramma teatrale di Frank Wead.
Si tratta del «meno interessante dei quattro film di ambiente aviatorio diretti da Hawks», di cui si possono segnalare in positivo l'ottima interpretazione della coppia James Cagney-Pat O'Brien e alcune notevoli riprese aeree.
Ha avuto un remake nel 1941, Il diavolo con le ali (International Squadron), con Ronald Reagan.

## Riconoscimenti
- Nel 1936 il National Board of Review of Motion Pictures l'ha inserito nella lista dei migliori dieci film dell'anno.